# Tinospora fragosa
Tinospora fragosa là một loài thực vật có hoa trong họ Biển bức cát. Loài này được Verdoorn & Troupin miêu tả khoa học đầu tiên.